# 早期現代西班牙語

1737年《卡斯蒂利亞語詞典》第五卷

早期現代西班牙語，也稱爲黃金西班牙語（español áurico）或黃金時代西班牙語（español de los siglos de oro），是一種在15世紀末至17世紀使用的西班牙語，其特徵是一系列的語音和語法變化，這些變化使得中古西班牙語演變爲現代西班牙語。
在所有變化中最顯著的是西班牙語噝音變化、濁擦音消失、附着詞素代詞位置的固定以及及物與不及物動詞複合形式的匹配。
到達美洲的西語使用者也說着早期現代西班牙語的各種變體，因此所有現代西班牙語都是其後裔。猶太西班牙語保存了部分繼承自中世紀卡斯蒂利亞語的特徵，而在其他西班牙語變體中這些特點已經消失，例如濁擦音/š/ (=AFI ʃ) 和 /ž/ (=AFI ʒ) 的對立。
|            | 現代西班牙語                                                                           |
|            |                                                                                        |
| 克里奧爾語 | \| \| 查瓦卡諾語 \| \| \| \| \| \| 帕伦克语 \| \| \| \| \| \| 帕皮阿门托语 \| \| \| \| |
|            | \| \| 查瓦卡諾語 \| \| \| \| \| \| 帕伦克语 \| \| \| \| \| \| 帕皮阿门托语 \| \| \| \| |
|            | 查瓦卡諾語                                                                             |
|            |                                                                                        |
|            | 帕伦克语                                                                               |
|            |                                                                                        |
|            | 帕皮阿门托语                                                                           |
|            |                                                                                        |

|  | 查瓦卡諾語   |
|  |              |
|  | 帕伦克语     |
|  |              |
|  | 帕皮阿门托语 |
|  |              |

|            | 現代西班牙語                                                                           |
|            |                                                                                        |
| 克里奧爾語 | \| \| 查瓦卡諾語 \| \| \| \| \| \| 帕伦克语 \| \| \| \| \| \| 帕皮阿门托语 \| \| \| \| |
|            | \| \| 查瓦卡諾語 \| \| \| \| \| \| 帕伦克语 \| \| \| \| \| \| 帕皮阿门托语 \| \| \| \| |
|            | 查瓦卡諾語                                                                             |
|            |                                                                                        |
|            | 帕伦克语                                                                               |
|            |                                                                                        |
|            | 帕皮阿门托语                                                                           |
|            |                                                                                        |

|  | 查瓦卡諾語   |
|  |              |
|  | 帕伦克语     |
|  |              |
|  | 帕皮阿门托语 |
|  |              |

## 語言學描述

### 早期現代西班牙語來源
除了現代西班牙語各種變體提供的演變上的證據，一些其他相近的羅曼語在16世紀期間的語法記錄也能提供一些有關早期現代西班牙語的有用信息。如1558年 Villalón 在安特衛普出版的《卡斯蒂利亞語法》和1559年在魯汶出版的《西班牙通俗語法》都反映了當時西班牙語的發音，在其中記載了擦音的清化和塞音的前移；而安東尼奧·德·內夫里哈 (1492) 則尚記載了清濁之分。

### 音系
從16世紀末開始至17世紀中期，其音系因為擦音的清濁對立消失以及噝音變化而簡化，如下表：
|          |          | 脣音 | 齒齦音 | 齒齦音 | 硬顎音 | 軟顎音 | 聲門音 |
| 舌尖前音 | 舌尖後音 | 脣音 |        |        | 硬顎音 | 軟顎音 | 聲門音 |
| -------- | -------- | ---- | ------ | ------ | ------ | ------ | ------ |
| 塞音     | 清       | p    | t      | t      | č (tʃ) | k      |        |
| 塞音     | 濁       | b    | d      | d      |        | g      |        |
| 擦音     | 擦音     | f    | s̪̺      | s̺      | š (ʃ)  |        | (h)    |
| 鼻音     | 鼻音     | m    | n      | n      | ñ (ɲ)  |        |        |
| 顫音     | 顫音     |      | ɾ, r   | ɾ, r   |        |        |        |
| 近音     | 邊音     |      | l      | l      | ʎ      |        |        |
| 近音     | 非邊音   |      |        |        | ʝ      |        |        |

一些重要的總結如下：
- [h] 在16世紀時仍然被語法學家們記述，而大約在17世紀時則成爲了邊緣音位。而直到20世紀，這一音素仍然在安達盧西亞方言以及埃斯特雷馬杜拉方言中存在（在一些其他的方言中存在由/-s/ 和 /-θ/ 演變而來的同位異音 [h]，不過一般不被視爲獨立音素）。參看西班牙语f–h语音变化。然而對於 Nebrija 和 Villalón 來講，[h] 只是 /f/ 的一個變體，當時一些西班牙語使用者將今天的 harina [aˈɾina] 發音爲 [haˈɾina] 或 [faˈɾina] 。
- 在美洲、加納利群島以及幾乎整個安達盧西亞  /s̺/ 和 /s̪̺/ 完全混淆（全部簡單混同爲/s/）。而在半島中部和北部則爲 /s̪̺/ > /θ/ ，而同時舌尖齒齦音 /s̺/ 則毫無變化地保留了下來 （通常記作/s/）。[1]
- 一些作者用 /s̪/ 表示 /s̪̺/ ，用 /s̠/ 表示 /s̺/。
- 硬顎近音 /ʝ/ 和其他的音素演變不同，有多種不規則路徑，其產生源頭如下：
Latín generu > Cast. Ant. gerno > Cast. mod. yerno
Latín genesta > Cast. Ant. ginesta > Cast. mod. (h)iniesta
Latín gypsu > Cast. Ant. yesso > Cast. mod. yeso
Latín iacet > Cast. Ant. yaze > Cast. mod. yace (frente a ianuariu" > enero)
Latín ferru > Cast. Ant. fierro > Cast. mod. hierro /ʝero/
- 很多西班牙語變體失去了 /ʎ/ 和 /ʝ/ 的區別，稱作yeísmo。在伊比利亞半島和南美有一些變體仍然維持着這種對立。這些有着 /ʎ/ 的分支中通常在一段時期內經歷過 /-r+l-/ > /ʎ/ 的變化，如 traer+lo > traello, menear+lo > meneallo。

- 記載爲 /š/ (齒齦後擦音) 在現代西班牙語中演變爲 /x/ ，這可能是因爲在16世紀存在一種 [ʒ]~[ʃ]~[ç] 變體，因此其發音部位的演變過程是 /š/ > /ç/ > /x/。軟齶音 [x] 是從塞維利亞發源並向週邊輻射的。

### 語法
在這一時期西班牙語發生了一些人稱代詞的變化，這使得現代及早期現代西班牙語和中世紀西班牙語得以區分：
- 爲了防止第二人稱單數正式體的 vos 可能和第三人稱單數產生的歧義，產生了以下兩種替換形式：
  - 一方面 vuestra merced > vuesarced > usted 的形式出現以表示第二人稱尊敬體。
  - 另一方面， vosotros (< vos otros) 用以表示第二人稱複數普通體在半島上已經於14世紀產生，[2] 而相反地，由於"vos" 和 "vosotros" 的變位上的歧義，在安達盧西亞東部、加納利群島以及美洲，這種用法並沒有普及起來，而 ustedes 的形式則獲得了青睞，使得其無論是在正式還是非正式的情況下都得到了使用。[3] 而在伊比利亚半岛 "vos" 完全消失。在美洲可能經歷了相當長時間才使得  "vosotros" 的用法消失。[2]
- 由於 /ž/ (= /ʒ/) 的消失，中世紀的 gelo, gela, gelos, gelas 等形式被重新解釋爲se lo, se la, se los, se las，如： digelo > esp. med. díselo > esp. mod. se lo di.
- 雖然在現代西班牙語中仍然存在很多人稱代詞附着在動詞後，但附著詞素代詞在經過一些替換後，大部分都置於動詞之前： enfermóse y murióse > se enfermó y se murió.